# I Take Thee Quagmire
Sí quiero, Quagmire (España) Quagmire, te acepto (Latinoamérica) es el episodio 21 de la 4 temporada de la serie estadounidense Padre de familia. El episodio está escrito por Tom Maxwell, Don Woodard y Steve Callaghan y dirigido por Seth Kearsley.

## Argumento
Al principio del episodio aparece Peter participando como concursante en La ruleta de la fortuna donde tras llegar al panel final y resolverlo sin ninguna pista gana los servicios de una criada gratis durante una semana, al día siguiente se presenta Joan ante Peter y Lois para empezar su jornada semanal, Por otra parte Lois se queja del dolor en sus pezones tras darle el pecho a Stewie, cuando esta se lo explica a Brian, este le aconseja que debería destetar a Stewie, Lois accede a su consejo pensando que le calmaría la irritación, para empezar le sirve a Stewie la leche en un biberón lo cual encuentra desagradable.
Peter al finalizar la semana de la mucama decide presentársela a sus amigos Joe, Cleveland y Quagmire quien tras verla se enamora perdidamente de ella, Quagmire que no había sentido esa sensación por ninguna mujer empieza a salir. Stewie por otro lado le entra el mono por la leche materna y se niega a tomar del biberón, en cambio a Lois le afecta otros problemas, los pezones irritados se han inflamado haciendo que los pechos aumenten hasta un tamaño considerable mientras se queja del dolor que tiene en los pechos.
Al día siguiente Quagmire tras dos semanas saliendo juntos en la playa le pide a Joan que se case con él, emocionada acepta ser la "Sra." Quagmire. En el bar ante la noticia todos se sorprenden de que Quagmire decida casarse aunque Peter piensa que sigue siendo el mismo de siempre, cuando son invitados todos sus amigos a comer con ellos se dan cuenta de que Quagmire está muy cambiado, tiene gustos diferentes, parece haberse vuelto afeminado hasta tal punto de no disfrutar en su despedida de soltero tras ver la degradación a la que se ven expuestas las bailarinas de estriptis. Peter, Cleveland y Joe planean devolverlo a como era antes, cuando llega el día de la boda, Peter como padrino de Quagmire decide regalarle un pie de la estatua de la libertad conociendo su fetichismo por los pies pero Quagmire lo rechaza diciendo que Joan es todo el pie que necesita. Tras casarse se celebra el banquete y Peter está desanimado por lo que ha cambiado su amigo ya que no es el mismo, Lois intenta animarlo diciéndole que es un día de alegría, de pronto los pechos de Lois vuelven a hincharse debido al exceso de leche acumulada haciendo que salte el botón del escote de su vestido, esto hace que Quagmire mira fijamente a Lois, Peter que se percata de que Quagmire le hecha el ojo a los senos de su mujer decide excitarlo mientras Lois mira con enfado el botón del vestido, tras coger una botella de champán este le arroja el líquido por los pechos poniendo a Quagmire cada vez más nervioso, acto seguido Peter zarandea a su mujer por los hombros para que los senos den botes, Quagmire pronto mira su anillo de boda y se da cuenta de su error.
Stewie se resiste a dejar la leche materna y a la noche mientras sus padres duermen se cuela en su habitación y aprovecha para sacarle leche a su madre con una máquina subcionadora llenando una botella, cuando se vuelve a su habitación tropieza en la alfombra desparramándose toda la leche, Stewie empieza a lamer hasta que se da cuenta de que se está volviendo loco y decide dejarlo.
Al día siguiente en La Almeja, Quagmire desesperado le pide a sus amigos que le ayuden a librarse de su matrimonio, Quagmire a la noche va a hablar con su esposa y decirle que sus amigos le ha aconsejado divorciarse, Joana enseguida se vuelve loca y amenaza con cortarse las venas con un cuchillo. Quagmire les comenta que Joana amenazó con suicidarse así que a Peter se le ocurre preparar un fake sobre su muerte para librarse de ella. Por otro lado en Stewie ha conseguido desengancharse a la adicción a la leche materna haciéndose creer que el pecho le daba asco después de ver a Meg Ryan en topless pero pronto aparece Lois dispuesta a darle el pecho debido a que lo echaba de menos pese al intento de resistencia que pone Stewie hasta que al final vuelve acostumbrarse al pecho enseguida.
Al día siguiente Peter, Cleveland y Joe van a casa de Joan y le cuenta que Quagmire ha muerto atacado por tres individuos mientras paseaba por el parque, Peter le da su más sentido "pésame" pero la mujer no se lo cree, pronto Joe da paso al plan B, aparece Quagmire en casa y de pronto finge tener un infarto de miocardio, Joana se preocupa y se queda horrorizada cuando Joe le toma el pulso y le declara que está muerto. Ya en el funeral Joana llora su pérdida mientras Peter le cuenta a Joe que después tendrán media hora para sacarlo de su tumba, de pronto aparece la muerte con intenciones de llevarse a Quagmire ante las insistencias de Peter diciéndole que no está muerto, enseguida comienza el entierro, cuando Peter ve un camión hormigonera descargando hormigón por orden del alcalde (que ordena los entierros con hormigón por temor a los zombies), Peter urgentemente pide que se detenga el entierro y baja a sacarlo de su ataúd haciendo que Adam West salga despavorido del cementerio por el "zombi". Joan se alegra de que Quagmire esté vivo para lamento de Quagmire pero la muerte pide llevarse un cuerpo consigo mismo, Joan le impide que toque a su marido poniéndole la mano encima por lo que la mujer cae fulminada al suelo, allí Peter le revela que Joan tenía instintos suicidas y que de apellido se llamaba Quagmire, la muerte acepta de buen grado llevársela puesto que buscaba a un tal "Quagmire", Quagmire, ya viudo antes de que la muerte se la lleve le pide que le deje el cuerpo unos minutos, Peter se alegra de que haya vuelto el Quagmire de siempre.

## Producción
El episodio fue de los pocos que dieron comienzo fuera de la casa de los Griffin o en algún punto de la localidad como primera escena. Su comienzo se hizo en una parodia del concurso La ruleta de la fortuna. Cuando Brian está viendo Malcolm in the Middle, en la tele se muestra una escena en la que aparece la madre de la ficticia familia gritando a los niños y al padre. A Jane Kaczmarek le ofrecieron que pusiese su voz al personaje al ser ella la actriz de la serie pero declinó la invitación . MacFarlane comentó haber recibido un mensaje suyo diciendo que le hubiese gustado doblar cualquier personaje pero no frivolizar con una cosa así. Sin embargo Bryan Cranston aceptó el prestar su voz al personaje del padre. Seth MacFarlane comentó que "Esta es la primera historia que jamás se ha hecho sobre Quagmire". Se hizo una escena en la que se podía ver a Stewie asistir a una reunión similar al de Alcohólicos Anónimos para intentar superar la adición a la leche materna. El formato de La ruleta de la fortuna es similar al de los días actuales, sin embargo, la escena muestra muchos aspectos que en los días de hoy no se emiten desde hace tiempo y que están datados de los años 80.

## Censura
Hubo dos escenas que no se emitieron en la televisión. Cuando Quagmire conoce a Joan y la pide salir, Cleveland le pregunta "Es eso un platano, o tu qué te alegras de verla?", aunque no se omitió la escena entera se pudo escuchar un pitido (de acuerdo con el comentario de DVD, la frase de Cleveland sonaba más soez de lo que se pretendía). La escena donde Peter, promocionaba la Crystal Pepsi solo se mostró en el DVD, la razón fue que estaba prohibido hacer publicidad de otras marcas en los programas de televisión.